# Concrete Mathematics
Concrete Mathematics, sous-titré A Foundation for Computer Science (Mathématiques concrètes : Fondations pour l'informatique) est un manuel de cours écrit par Ronald Graham, Donald Knuth et Oren Patashnik, fréquemment utilisé dans l'enseignement de l'informatique.

## Historique et contenu
Concrete Mathematics a pour objectif d'exposer les connaissances et les compétences mathématiques nécessaires en informatique (théorique), et plus particulièrement celles permettant l'analyse de l'efficacité des algorithmes. La préface précise que les sujets abordés « combinent des mathématiques CONtinues et disCRÈTES. » ; bien que les méthodes employées soient essentiellement celles de la combinatoire (dénombrements, raisonnement par récurrence, etc.) et de la théorie des nombres (arithmétique modulaire), les explications et les exercices utilisent fréquemment des outils provenant de l'analyse, comme les intégrales ou les développements asymptotiques. L'expression « concrete mathematics (mathématiques concrètes) » fait contraste avec abstract mathematics (mathématiques pures) et se rapproche de mathématiques constructives ; de plus, elle contient un jeu de mots intraduisible, concrete signifiant également béton en anglais, ce qui renvoie à l'idée de fondations (d'un bâtiment), et explique la couverture de l'ouvrage, représentant le symbole somme {\displaystyle \sum } gravé dans du béton.
Le livre est basé sur un cours donné par Donald Knuth à partir de 1970 à l'université Stanford. Il développe le matériel exposé dans la section Mathematical Preliminaries (Préliminaires mathématiques) du livre de Knuth, The Art of Computer Programming, et peut être utilisé comme une introduction à cette célèbre série d'ouvrages.
Concrete Mathematics est écrit dans un langage informel et souvent humoristique, les auteurs rejetant ce qu'ils voient comme le style aride de la plupart des manuels de mathématiques. Les marges contiennent des « graffitis mathématiques », commentaires proposés par les premiers lecteurs du manuscrit : les étudiants de Knuth et de Patashnik à Stanford.
Comme pour la plupart des livres de Knuth, les lecteurs se voient proposer une récompense (en) pour toute erreur qu'ils découvriraient dans le texte, que cela soit « techniquement, historiquement, typographiquement, ou politiquement incorrect ».
Le livre est à l'origine de la popularité de nombreuses notations en combinatoire, par exemple les crochets d'Iverson, les notations de la partie entière et de la partie fractionnaire, et celles des factorielles croissantes et décroissantes.

## Typographie
Donald Knuth utilisa la première édition de Concrete Mathematics comme un test en grandeur réelle de la police de caractères AMS Euler (en) et de la fonte de caractères Concrete Roman (en).

## Table des matières
1. Relations de récurrence
2. Sommations
3. Fonctions entières
4. Théorie des nombres
5. Coefficients binomiaux
6. Suites d'entiers remarquables
7. Séries génératrices
8. Probabilités discrètes
9. Comparaison asymptotique

## Éditions
- Première édition (septembre 1988) : (en) Ronald Graham et Donald Knuth, Concrete Mathematics, Reading, MA, Addison-Wesley Publishing Company, coll. « Advanced Book Program », 1989, 1re éd., 625 p. (ISBN 0-201-14236-8, MR 1001562).
- Deuxième édition (février 1994) : (en) Ronald Graham, Donald Knuth et Oren Patashnik, Concrete Mathematics, Reading, MA, Addison-Wesley Professional, 1994, 2e éd., xiv+657 (ISBN 0-201-55802-5, MR 1397498).
- Traduction en français de la deuxième édition (octobre 2003) : Ronald Graham, Donald Knuth et Oren Patashnik (trad. Alain Denise), Mathématiques concrètes : Fondations pour l'informatique, Paris, Vuibert, 2003, 2e éd., 687 p. (ISBN 978-2-7117-4824-2).